# Jekaterina Alexandrowna Kostezkaja
Jekaterina Alexandrowna Kostezkaja (russisch Екатерина Александровна Костецкая, engl. Transkription Yekaterina Kostetskaya; * 31. Dezember 1986 in Leningrad, heute Sankt Petersburg) ist eine russische Mittelstreckenläuferin.
Sie begann ihre Karriere als Hürdenläuferin und gewann über 400 m Hürden Gold bei den Junioreneuropameisterschaften 2003 in Tampere sowie bei den Juniorenweltmeisterschaften 2004 in Grosseto und Silber bei den Jugendweltmeisterschaften 2003 in Sherbrooke sowie bei den Junioren-EM 2005 in Kaunas.
2007 holte sie bei der Sommer-Universiade in Bangkok Silber über 800 m. Über dieselbe Distanz erreichte sie bei den Olympischen Spielen 2008 das Halbfinale.
Im Januar 2013 wurde wegen Unregelmäßigkeiten in ihrem Biologischen Pass eine zweijährige Sperre wegen Dopings gegen sie verhängt. Alle Ergebnisse ab dem 30. August 2011 wurden annulliert, darunter ein fünfter Platz über 800 m bei den Leichtathletik-Weltmeisterschaften 2011 in Daegu und ein neunter Platz über 1500 m bei den Olympischen Spielen 2012 in London.
Seit 2012 ist sie mit dem australischen Stabhochspringer Steve Hooker verheiratet. Ihre Mutter Olga Dwirna wurde 1982 Europameisterin über 1500 m.

## Persönliche Bestzeiten
- 400 m (Halle): 53,72 s, 12. Februar 2005, Fayetteville
- 800 m: 1:56,67 min, 18. Juli 2008, Kasan
  - Halle: 2:03,58 min, 9. Februar 2007, Fayetteville
- 1500 m: 4:01,77 min, 24. Juli 2011, Tscheboksary
- 400 m Hürden: 55,55 s, 15. Juli 2004, Grosseto